# Ås och Gäsene domsagas valkrets
Ås och Gäsene domsagas valkrets var vid riksdagsvalen till andra kammaren 1866–1908 en egen valkrets med ett mandat. Valkretsen, som omfattade Ås och Gäsene härader, avskaffades vid införandet av proportionellt valsystem i valet 1911 då Ås härad fördes till Älvsborgs läns södra valkrets och Gäsene härad till Älvsborgs läns mellersta valkrets.

## Riksdagsmän
- Johannes Andersson, lmp (6/2 1867–1869)
- Olof Thorell (1870–1875)
- Per Gustaf Sandberg (1876–1884)
- Peter Svensson, lmp 1885–1887, nya lmp 1888–1894, lmp 1895–1896 (1885–1896)
- August Hallqvist, lmp (1897–11/2 1898)
- Thor Lundblad, lmp (25/3 1898–1899)
- Otto Svensson, lmp (1900–1911)

## Valresultat

### 1887 I
| Andrakammarvalet i Sverige 1887 I: Ås och Gäsene domsagas valkrets | Andrakammarvalet i Sverige 1887 I: Ås och Gäsene domsagas valkrets | Andrakammarvalet i Sverige 1887 I: Ås och Gäsene domsagas valkrets | Andrakammarvalet i Sverige 1887 I: Ås och Gäsene domsagas valkrets | Andrakammarvalet i Sverige 1887 I: Ås och Gäsene domsagas valkrets |
| Kandidat                                                           | Kandidat                                                           | Röster                                                             | Röster                                                             | Röster                                                             |
| Kandidat                                                           | Kandidat                                                           | Antal                                                              | %                                                                  | +− %                                                               |
| ------------------------------------------------------------------ | ------------------------------------------------------------------ | ------------------------------------------------------------------ | ------------------------------------------------------------------ | ------------------------------------------------------------------ |
|                                                                    | Peter Svensson (prot.)                                             | 42                                                                 | 97,7                                                               |                                                                    |
|                                                                    | Fredrik Sandberg                                                   | 1                                                                  | 2,3                                                                |                                                                    |
| Antal giltiga röster                                               | Antal giltiga röster                                               | 43                                                                 |                                                                    |                                                                    |
| Kasserade röster                                                   | Kasserade röster                                                   | 2                                                                  |                                                                    |                                                                    |
| Totalt                                                             | Totalt                                                             | 45                                                                 |                                                                    |                                                                    |

Valet ägde rum den 27 april 1887. Valdeltagandet var 17,1% vid valet av de elektorer som sedan valde riksdagsmannen.

### 1887 II
| Andrakammarvalet i Sverige 1887 II: Ås och Gäsene domsagas valkrets | Andrakammarvalet i Sverige 1887 II: Ås och Gäsene domsagas valkrets | Andrakammarvalet i Sverige 1887 II: Ås och Gäsene domsagas valkrets | Andrakammarvalet i Sverige 1887 II: Ås och Gäsene domsagas valkrets | Andrakammarvalet i Sverige 1887 II: Ås och Gäsene domsagas valkrets |
| Kandidat                                                            | Kandidat                                                            | Röster                                                              | Röster                                                              | Röster                                                              |
| Kandidat                                                            | Kandidat                                                            | Antal                                                               | %                                                                   | +− %                                                                |
| ------------------------------------------------------------------- | ------------------------------------------------------------------- | ------------------------------------------------------------------- | ------------------------------------------------------------------- | ------------------------------------------------------------------- |
|                                                                     | Peter Svensson (NL)                                                 | 37                                                                  | 86,1                                                                | ▼11,6                                                               |
|                                                                     | Frithiof Nordén (prot.)                                             | 4                                                                   | 9,3                                                                 |                                                                     |
|                                                                     | Per Gustaf Sandberg                                                 | 1                                                                   | 2,3                                                                 |                                                                     |
|                                                                     | Alfred Svensson                                                     | 1                                                                   | 2,3                                                                 |                                                                     |
| Antal giltiga röster                                                | Antal giltiga röster                                                | 43                                                                  |                                                                     |                                                                     |
| Kasserade röster                                                    | Kasserade röster                                                    | 0                                                                   |                                                                     |                                                                     |
| Totalt                                                              | Totalt                                                              | 43                                                                  |                                                                     |                                                                     |

Valet ägde rum den 28 september 1887. Valdeltagandet var 13,4% vid valet av de elektorer som sedan valde riksdagsmannen.

### 1890
| Andrakammarvalet i Sverige 1890: Ås och Gäsene domsagas valkrets | Andrakammarvalet i Sverige 1890: Ås och Gäsene domsagas valkrets | Andrakammarvalet i Sverige 1890: Ås och Gäsene domsagas valkrets | Andrakammarvalet i Sverige 1890: Ås och Gäsene domsagas valkrets | Andrakammarvalet i Sverige 1890: Ås och Gäsene domsagas valkrets |
| Kandidat                                                         | Kandidat                                                         | Röster                                                           | Röster                                                           | Röster                                                           |
| Kandidat                                                         | Kandidat                                                         | Antal                                                            | %                                                                | +− %                                                             |
| ---------------------------------------------------------------- | ---------------------------------------------------------------- | ---------------------------------------------------------------- | ---------------------------------------------------------------- | ---------------------------------------------------------------- |
|                                                                  | Peter Svensson (NL)                                              | 37                                                               | 84,1                                                             | ▼2,0                                                             |
|                                                                  | Erik Andersson (prot.)                                           | 5                                                                | 11,4                                                             |                                                                  |
|                                                                  | Övriga kandidater                                                | 2                                                                | 4,5                                                              |                                                                  |
| Antal giltiga röster                                             | Antal giltiga röster                                             | 44                                                               |                                                                  |                                                                  |
| Kasserade röster                                                 | Kasserade röster                                                 | 0                                                                |                                                                  |                                                                  |
| Totalt                                                           | Totalt                                                           | 44                                                               |                                                                  |                                                                  |

Valet ägde rum den 22 augusti 1890. Valdeltagandet var 14,4% vid valet av de elektorer som sedan valde riksdagsmannen.

### 1893
| Andrakammarvalet i Sverige 1893: Ås och Gäsene domsagas valkrets | Andrakammarvalet i Sverige 1893: Ås och Gäsene domsagas valkrets | Andrakammarvalet i Sverige 1893: Ås och Gäsene domsagas valkrets | Andrakammarvalet i Sverige 1893: Ås och Gäsene domsagas valkrets | Andrakammarvalet i Sverige 1893: Ås och Gäsene domsagas valkrets |
| Kandidat                                                         | Kandidat                                                         | Röster                                                           | Röster                                                           | Röster                                                           |
| Kandidat                                                         | Kandidat                                                         | Antal                                                            | %                                                                | +− %                                                             |
| ---------------------------------------------------------------- | ---------------------------------------------------------------- | ---------------------------------------------------------------- | ---------------------------------------------------------------- | ---------------------------------------------------------------- |
|                                                                  | Peter Svensson (NL)                                              | 28                                                               | 68,3                                                             | ▼15,8                                                            |
|                                                                  | Johan Öhnell                                                     | 9                                                                | 22,0                                                             |                                                                  |
|                                                                  | Andreas Svensson                                                 | 3                                                                | 7,3                                                              |                                                                  |
|                                                                  | August Hallqvist (prot.)                                         | 1                                                                | 2,4                                                              |                                                                  |
| Antal giltiga röster                                             | Antal giltiga röster                                             | 41                                                               |                                                                  |                                                                  |
| Kasserade röster                                                 | Kasserade röster                                                 | 0                                                                |                                                                  |                                                                  |
| Totalt                                                           | Totalt                                                           | 41                                                               |                                                                  |                                                                  |

Valet ägde rum den 4 september 1893. Valdeltagandet var 15,8% vid valet av de elektorer som sedan valde riksdagsmannen.

### 1896
| Andrakammarvalet i Sverige 1896: Ås och Gäsene domsagas valkrets | Andrakammarvalet i Sverige 1896: Ås och Gäsene domsagas valkrets | Andrakammarvalet i Sverige 1896: Ås och Gäsene domsagas valkrets | Andrakammarvalet i Sverige 1896: Ås och Gäsene domsagas valkrets | Andrakammarvalet i Sverige 1896: Ås och Gäsene domsagas valkrets |
| Kandidat                                                         | Kandidat                                                         | Röster                                                           | Röster                                                           | Röster                                                           |
| Kandidat                                                         | Kandidat                                                         | Antal                                                            | %                                                                | +− %                                                             |
| ---------------------------------------------------------------- | ---------------------------------------------------------------- | ---------------------------------------------------------------- | ---------------------------------------------------------------- | ---------------------------------------------------------------- |
|                                                                  | August Hallqvist (L, prot.)                                      | 23                                                               | 53,5                                                             | ▲51,1                                                            |
|                                                                  | Otto Svensson (prot.)                                            | 20                                                               | 46,5                                                             |                                                                  |
| Antal giltiga röster                                             | Antal giltiga röster                                             | 43                                                               |                                                                  |                                                                  |
| Kasserade röster                                                 | Kasserade röster                                                 | 0                                                                |                                                                  |                                                                  |
| Totalt                                                           | Totalt                                                           | 43                                                               |                                                                  |                                                                  |

Valet ägde rum den 25 september 1896. Valdeltagandet var 15,4% vid valet av de elektorer som sedan valde riksdagsmannen.

### 1899
| Andrakammarvalet i Sverige 1899: Ås och Gäsene domsagas valkrets | Andrakammarvalet i Sverige 1899: Ås och Gäsene domsagas valkrets | Andrakammarvalet i Sverige 1899: Ås och Gäsene domsagas valkrets | Andrakammarvalet i Sverige 1899: Ås och Gäsene domsagas valkrets | Andrakammarvalet i Sverige 1899: Ås och Gäsene domsagas valkrets |
| Kandidat                                                         | Kandidat                                                         | Röster                                                           | Röster                                                           | Röster                                                           |
| Kandidat                                                         | Kandidat                                                         | Antal                                                            | %                                                                | +− %                                                             |
| ---------------------------------------------------------------- | ---------------------------------------------------------------- | ---------------------------------------------------------------- | ---------------------------------------------------------------- | ---------------------------------------------------------------- |
|                                                                  | Otto Svensson                                                    | 497                                                              | 62,7                                                             | ▲16,2                                                            |
|                                                                  | Thor Lundblad                                                    | 275                                                              | 34,7                                                             |                                                                  |
|                                                                  | Övriga kandidater                                                | 21                                                               | 2,6                                                              |                                                                  |
| Antal giltiga röster                                             | Antal giltiga röster                                             | 793                                                              |                                                                  |                                                                  |
| Kasserade röster                                                 | Kasserade röster                                                 | 0                                                                |                                                                  |                                                                  |
| Totalt                                                           | Totalt                                                           | 793                                                              |                                                                  |                                                                  |

Valet ägde rum den 21 augusti 1899. Valdeltagandet var 43,9%.

### 1902
| Andrakammarvalet i Sverige 1902: Ås och Gäsene domsagas valkrets | Andrakammarvalet i Sverige 1902: Ås och Gäsene domsagas valkrets | Andrakammarvalet i Sverige 1902: Ås och Gäsene domsagas valkrets | Andrakammarvalet i Sverige 1902: Ås och Gäsene domsagas valkrets | Andrakammarvalet i Sverige 1902: Ås och Gäsene domsagas valkrets |
| Kandidat                                                         | Kandidat                                                         | Röster                                                           | Röster                                                           | Röster                                                           |
| Kandidat                                                         | Kandidat                                                         | Antal                                                            | %                                                                | +− %                                                             |
| ---------------------------------------------------------------- | ---------------------------------------------------------------- | ---------------------------------------------------------------- | ---------------------------------------------------------------- | ---------------------------------------------------------------- |
|                                                                  | Otto Svensson                                                    | 312                                                              | 78,6                                                             | ▲15,9                                                            |
|                                                                  | Johan Anjou                                                      | 76                                                               | 19,1                                                             |                                                                  |
|                                                                  | Övriga kandidater                                                | 9                                                                | 2,3                                                              |                                                                  |
| Antal giltiga röster                                             | Antal giltiga röster                                             | 397                                                              |                                                                  |                                                                  |
| Kasserade röster                                                 | Kasserade röster                                                 | 1                                                                |                                                                  |                                                                  |
| Totalt                                                           | Totalt                                                           | 398                                                              |                                                                  |                                                                  |

Valet ägde rum den 3 september 1902. Valdeltagandet var 21,6%.

### 1905
| Andrakammarvalet i Sverige 1905: Ås och Gäsene domsagas valkrets | Andrakammarvalet i Sverige 1905: Ås och Gäsene domsagas valkrets | Andrakammarvalet i Sverige 1905: Ås och Gäsene domsagas valkrets | Andrakammarvalet i Sverige 1905: Ås och Gäsene domsagas valkrets | Andrakammarvalet i Sverige 1905: Ås och Gäsene domsagas valkrets |
| Kandidat                                                         | Kandidat                                                         | Röster                                                           | Röster                                                           | Röster                                                           |
| Kandidat                                                         | Kandidat                                                         | Antal                                                            | %                                                                | +− %                                                             |
| ---------------------------------------------------------------- | ---------------------------------------------------------------- | ---------------------------------------------------------------- | ---------------------------------------------------------------- | ---------------------------------------------------------------- |
|                                                                  | Otto Svensson                                                    | 376                                                              | 82,5                                                             | ▲3,9                                                             |
|                                                                  | Närmaste kandidat                                                | 64                                                               | 14,0                                                             |                                                                  |
|                                                                  | Övriga kandidater                                                | 16                                                               | 3,5                                                              |                                                                  |
| Antal giltiga röster                                             | Antal giltiga röster                                             | 456                                                              |                                                                  |                                                                  |
| Kasserade röster                                                 | Kasserade röster                                                 | 22                                                               |                                                                  |                                                                  |
| Totalt                                                           | Totalt                                                           | 478                                                              |                                                                  |                                                                  |

Valet ägde rum den 6 september 1905. Valdeltagandet var 25,1%.

### 1908
| Andrakammarvalet i Sverige 1908: Ås och Gäsene domsagas valkrets | Andrakammarvalet i Sverige 1908: Ås och Gäsene domsagas valkrets | Andrakammarvalet i Sverige 1908: Ås och Gäsene domsagas valkrets | Andrakammarvalet i Sverige 1908: Ås och Gäsene domsagas valkrets | Andrakammarvalet i Sverige 1908: Ås och Gäsene domsagas valkrets |
| Kandidat                                                         | Kandidat                                                         | Röster                                                           | Röster                                                           | Röster                                                           |
| Kandidat                                                         | Kandidat                                                         | Antal                                                            | %                                                                | +− %                                                             |
| ---------------------------------------------------------------- | ---------------------------------------------------------------- | ---------------------------------------------------------------- | ---------------------------------------------------------------- | ---------------------------------------------------------------- |
|                                                                  | Otto Svensson                                                    | 707                                                              | 65,9                                                             | ▼16,6                                                            |
|                                                                  | Klas Johansson (liberal)                                         | 362                                                              | 33,8                                                             |                                                                  |
|                                                                  | Övriga kandidater                                                | 3                                                                | 0,3                                                              |                                                                  |
| Antal giltiga röster                                             | Antal giltiga röster                                             | 1 072                                                            |                                                                  |                                                                  |
| Kasserade röster                                                 | Kasserade röster                                                 | 2                                                                |                                                                  |                                                                  |
| Totalt                                                           | Totalt                                                           | 1 074                                                            |                                                                  |                                                                  |

Valet ägde rum den 10 september 1908. Valdeltagandet var 56,4%.